# Prvenstvo Jugoslavije u hokeju na travi 1991.
Jugoslavensko prvenstvo u hokeju na travi za 1991. godinu je osvojila momčad Zorka iz Subotice.

## Ljestvice

### Završnica
| poz. | klub                      | ut. | pob. | neod. | izg. | golovi | bod |
| ---- | ------------------------- | --- | ---- | ----- | ---- | ------ | --- |
| 1.   | Zorka Subotica            | 6   | 6    | 0     | 0    | 20:3   | 12  |
| 2.   | Marathon Zagreb           | 6   | 1    | 3     | 2    | 8:15   | 5   |
| 3.   | Elektrovojvodina Novi Sad | 6   | 1    | 2     | 3    | 11:13  | 4   |
| 4.   | Mladost Zagreb            | 6   | 1    | 1     | 4    | 9:17   | 3   |